# Momordica cardiospermoides
Momordica cardiospermoides är en gurkväxtart som beskrevs av Kl. Momordica cardiospermoides ingår i släktet Momordica och familjen gurkväxter. Inga underarter finns listade i Catalogue of Life.